# East Fork Wind River
Der East Fork Wind River ist ein etwa 57 km langer, linker Nebenfluss des Wind River im Westen des US-Bundesstaates Wyoming.

## Verlauf
Der East Fork Wind River entspringt unweit des East Fork Pass auf etwa 3440 m Höhe inmitten der Absaroka Mountains, etwa 5 km südwestlich von Kirwin und 40 km nordöstlich von Dubois. Von dort fließt er zunächst in südliche Richtung durch die Washakie Wilderness des Shoshone National Forest, passiert den Steamboat Rock und erhält im Verlauf durch das East Fork Basin einige kleinere Zuflüsse aus den Seitentälern der Absaroka Range. Weiter flussabwärts wendet sich der Fluss nach Südwesten und bildet ab Verlassen des Nationalforsts bis zur Mündung die westliche Grenze zur Wind River Indian Reservation. Der East Fork Wind River fließt nun wieder nach Süden und erhält mit Bear Creek und Wiggins Fork von rechts seine mit Abstand größten Zuflüsse. Er mündet im nordwestlichsten Wind River Basin auf einer Höhe von 1952 m in den hier nach Südosten fließenden Wind River. Der gesamte Flussverlauf befindet sich im Fremont County.

## Hydrologie
Der East Fork Wind River ist als Nebenfluss des Wind River Teil des Einzugsgebietes des Bighorn River, der über Yellowstone River, Missouri und Mississippi in den Golf von Mexiko entwässert. Das Einzugsgebiet des East Fork Wind River umfasst ein Areal von etwa 1123 km² und grenzt an die Einzugsgebiete von Greybull River und Wood River im Nordosten, South Fork Owl Creek und Crow Creek im Osten, Horse Creek im Westen sowie South Fork Shoshone River im Nordwesten. Der mittlere Abfluss am Pegel an der Mündung beträgt 7,04 m³/s, die größten Abflüsse finden sich in den Monaten Mai, Juni und Juli. Der East Fork Wind River ist nach dem Little Wind River und dem Bull Lake Creek der drittwasserreichste Zufluss des Wind River.